# Congrhynchus talabonoides
Congrhynchus talabonoides is een straalvinnige vissensoort uit de familie van zeepalingen (Congridae). De wetenschappelijke naam van de soort is voor het eerst geldig gepubliceerd in 1934 door Fowler.